# Underslung (motorfiets)
Underslung is een historisch merk van motorfietsen.
Dit Amerikaanse model uit 1912 had een zeer bijzonder frame. Het bestond uit twee parallel lopende framebuizen die onder het blok naar beneden bogen (vandaar de naam). Bovendien bestond de voorwielophanging uit een swingarm met bladveren en de machine had een stuurwiel. Het motorblok was vlak achter het voorwiel gemonteerd terwijl het zadel vlak voor het achterwiel zat. Naast het achterwiel zaten twee rollen die bij stilstand als steunwielen dienstdeden en die tijdens het rijden opgeklapt konden worden. Het bleef in eerste instantie bij één model, maar tussen de beide wereldoorlogen maakte dezelfde firma nog enkele scooters.